# Jørgen Jørgensen (Fremskridtspartiet)
 Der er flere personer med dette navn, se Jørgen Jørgensen.
Jørgen Jørgensen (født 6. marts 1929 i Ullerup, død 2. juni 2014) var en dansk gårdejer og politiker. Han var medlem af Folketinget fra 1988 til 1989 for Fremskridtspartiet.
Jørgen Jørgensen blev født i Ullerup på Nordfyn i 1929. Hans forældre var gårdejer og senere konservativ minister og folketingsmedlem Jørgen Jørgensen og husmor Ingeborg Jørgensen. Jørgensen gik i skole i Skamby fra 1936 til 1943 og var uddannet på Dalum Landbrugsskole fra 1950. Han var gårdejer fra 1964.
Jørgensen blev opstillet til Folketinget for Fremskridtspartiet i Otterupkredsen i 1977. Han blev valgt til Folketinget i Fyns Amtskreds ved folketingsvalget 10. maj 1988. Han trak sig fra Folketinget på grund af sygdom 26. januar 1989.